# قلعه سرخ (فلاورجان)
قلعه سرخ، روستایی از توابع بخش پیربکران شهرستان فلاورجان در استان اصفهان ایران است.

## جمعیت
این روستا در دهستان گرکن شمالی قرار دارد و براساس سرشماری مرکز آمار ایران در سال ۱۳۸۵، جمعیت آن ۴۰۸ نفر (۱۱۲خانوار) بوده‌است.